# Helina pendula
Helina pendula este o specie de muște din genul Helina, familia Muscidae. A fost descrisă pentru prima dată de Pandelle în anul 1898. Conform Catalogue of Life specia Helina pendula nu are subspecii cunoscute.